# Manuel Carvalho da Silva
Manuel Carvalho da Silva (Barcelos, Viatodos, 2 de Novembro de 1948) é um antigo sindicalista e um investigador e professor universitário português.

## Biografia

### Juventude
Proveniente de uma família de pequenos agricultores, terminou o Curso Industrial de Montador Electricista, na Escola Industrial Carlos Amarante, em Braga. Trabalhava há pouco tempo, quando foi chamado a cumprir o serviço militar obrigatório, tendo participado na Guerra Colonial, em Cabinda, entre 1970 e 1972. 

### Percurso Profissional
Regressado a Portugal, ingressou na empresa Chromolit Portugal, de onde passou para a Eletromecânica Portuguesa Preh. Nesta empresa pertenceu à Comissão de Trabalhadores, a partir de 1974, iniciando um percurso no sindicalismo.

### CGTP-IN
Foi secretário-geral da CGTP-IN - Confederação Geral dos Trabalhadores Portugueses — Intersindical Nacional, durante 25 anos, entre 1987 e 2012. Em representação da CGTP-IN, foi membro do Comité Executivo da Confederação Europeia de Sindicatos e do  Conselho Económico e Social, onde dirigiu a Comissão Especializada Permanente da Política Económica e Social. Foi ainda membro do Conselho Consultivo da Universidade Aberta e do Instituto da Educação e Psicologia da Universidade do Minho, e presidente da Assembleia-Geral do Sindicato dos Trabalhadores das Indústrias Elétricas do Norte e Centro.

### Percurso Académico
Tendo retomado os estudos, Carvalho da Silva licenciou-se em Sociologia no Instituto Superior de Ciências do Trabalho e da Empresa (2000), apresentando uma dissertação com o título Acção social - transformação e desenvolvimento, abordando problemas laborais vividos no complexo industrial da Grundig, em Braga e no Vale do Ave. Dando continuidade à sua formação académica, defendeu em 13 de Julho de 2007, também no ISCTE-IUL, a sua dissertação de doutoramento, com o título A centralidade do trabalho e acção coletiva. Sindicalismo em tempo de globalização. Além das suas intervenções em congressos e colóquios, publicou os livros Acção social - transformação e desenvolvimento (2000), Agir contra a corrente – reflexões de um sindicalista (2002) e Trabalho e sindicalismo em tempo de Globalização – reflexões e propostas (2007). 
Atualmente é investigador do Centro de Estudos Sociais, sendo coordenador do seu Pólo de Lisboa, e professor no curso de licenciatura em Sociologia da Universidade Lusófona.

### Filiação Partidária
Em 2013, sem confirmação de nenhuma das partes, foi anunciado na imprensa que Carvalho da Silva se tinha desfiliado do PCP, optando por não tornar pública a sua decisão. De acordo com o jornal i, o ex-líder da CGTP terá entregue o cartão de militante, o que teria acontecido pouco tempo depois de sair da liderança da CGTP, no início de 2012.